# 악인의 계곡
"악인의 계곡"은 1974년에 개봉한 대한민국의 영화이다.

## 캐스팅
- 이대엽
- 윤양하
- 김청자
- 최봉
- 문태선
- 김추련
- 박동룡
- 배수천
- 이향
- 황인철
- 최재호
- 마도식
- 임성포
- 한명환
- 김대현
- 박달
- 박민구
- 안진수
- 채정희